# Ikeda (Fukui)
Ikeda (jap. 池田町, -chō) ist eine Gemeinde im Landkreis Imadate in der Präfektur Fukui, Japan.

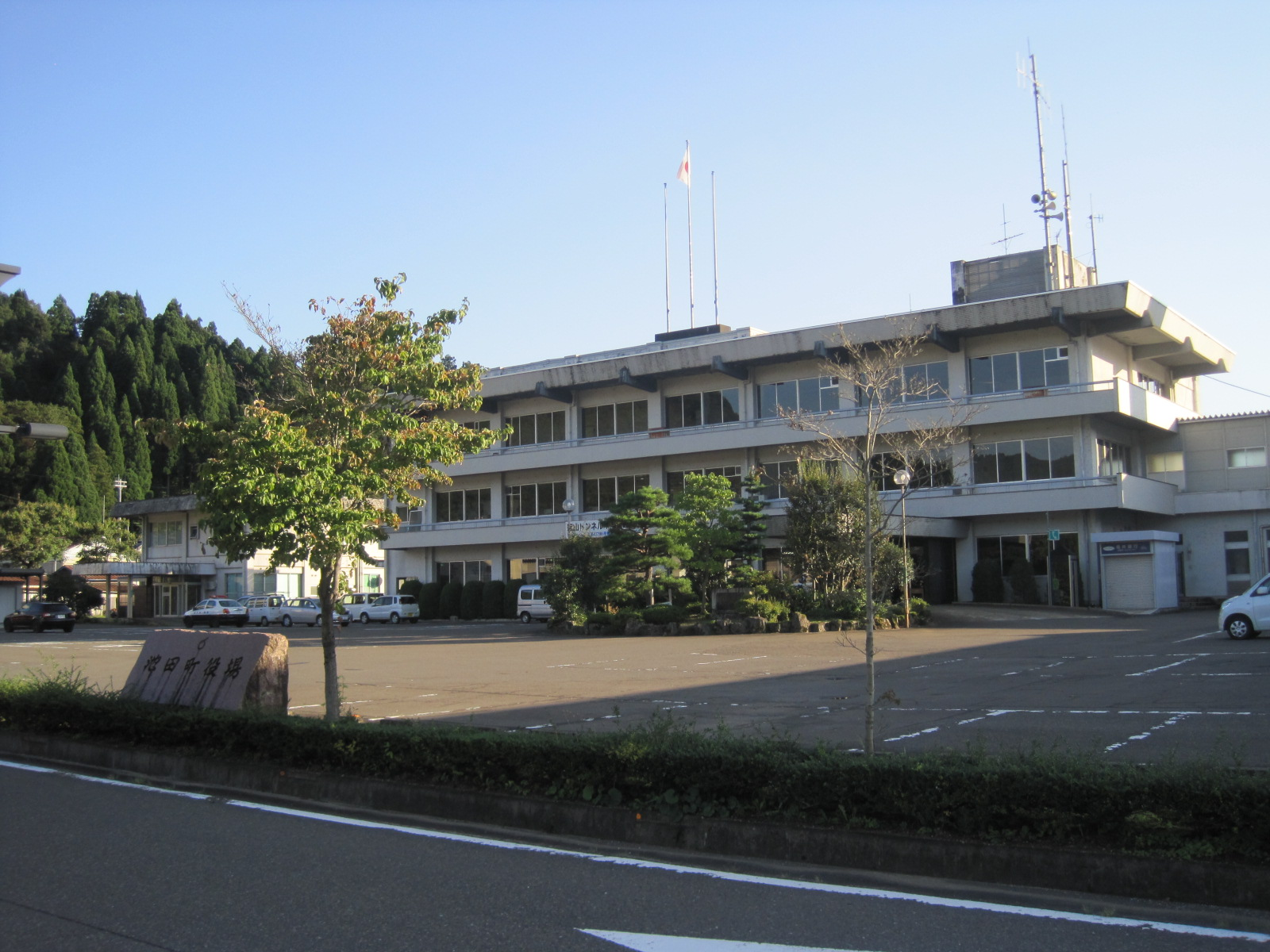
Rathaus

Die Gemeinde Ikeda hat etwa 2271 Einwohner. Die Fläche beträgt 194,65 km² und die Einwohnerdichte ist etwa 13,34 Personen pro km². (Stand: 1. März 2021)